# Conseil du scoutisme congolais
Le Conseil du scoutisme congolais est l'espace de concertation et de partage des différentes associations scoutes du Congo.
Fruit d'une élaboration longue et parfois tumultueuse, le Conseil du Scoutisme Congolais (COSCO en sigle) est une association mise en place en 2007 pour la promotion du scoutisme au Congo Brazzaville et l'adhésion de cette plate-forme à l'OMMS: Organisation mondiale des mouvements scouts. En effet, à l'occasion de la fin de la Conférence nationale souveraine le 10 juin 1990, le libre mouvement associatif est relancé au Congo. C'est ainsi que plusieurs associations scoutes verront le jour. Et depuis, plusieurs tentatives ont été faites pour unir toutes ces associations. C'est ainsi, que tour à tour il y a eu, La Fédération du Scoutisme Congolais et la Fédération Congolaise du Scoutisme. De 1990 à 2007, voici dix sept ans que le scoutisme au Congo Brazzaville essaie de parler d'une seule voix.

Avec le COSCO, toutes les chances sont mises à la disposition de la jeunesse congolaise pour parler d'une seule voix et de pratiquer dans le partage et la fraternité, l'amitié au-delà de la pléiade d'associations scoutes existantes.

## Historique
Courant 2006, le Ministère du sport chargé du redéploiement de jeunesse, constatant le manque de dynamisme d'ensemble du scoutisme au Congo convoque toutes les associations existantes au Congo. Et constatant qu'une plate-forme de toutes les associations dénommée Fédération Congolaise du Scoutisme a déjà existé dans le passé, le Ministère a demandé aux associations scoutes de se mettre à nouveau ensemble. C'est ainsi que le Comité du Scoutisme Congolais va être monté pour un mandat de six mois. D'un commun accord, toutes les associations au sein de ce comité vont adopter d'aller vers une fédération de cinq associations.
En 2007, le Conseil du Scoutisme Congolais est né avec la tenue de l'Assemblée générale constitutive tenue à Brazzaville. À l'approche de la fin du premier mandat du Conseil du Scoutisme Congolais, le besoin de rallier toutes les autres associations se faisant de plus en plus pressant. Un cycle de discussion est alors ouvert entre les animateurs des différentes associations et une nouvelle assemblée générale constitutive d'une nouvelle plateforme est convoquée toujours à Brazzaville. Ainsi, le 1er juillet 2011, est né le Mouvement du Scoutisme Congolais.

## Composition
Cette plate-forme est une fédération de cinq associations : 
```
L'Association des Scouts et Guides du Congo
;
Les 
Éclaireurs Unionistes du Congo
;
Les 
Éclaireurs Pluralistes du Congo
;
Les 
Éclaireurs Salutistes du Congo
;
Et les 
Éclaireurs Kimbaguistes du Congo
,.
```

## Structure
Le Conseil du Scoutisme Congolais est dirigé par un Président élu en assemblée générale. Il est le président du Commissariat exécutif du COSCO.
Les institutions du COSCO sont:
```
L'Assemblée générale;
Le Conseil d'administration;
Le Commissariat exécutif;
Les Conseils départementaux;
Et les Commissariats exécutifs départementaux.
```

## Instances
Le Conseil du Scoutisme Congolais à l'issue de l'Assemblée générale de 2007, s'est doté d'organes de direction au niveau national. Il s'agit du Commissariat exécutif et du Conseil d'administration.
1. Le Commissariat exécutif se compose de la manière suivante:
Président : Mathieu MPASSI (ASGC) ;
Vice-président : Armand DEMBA (EUC) ;
Commissaire à l’Administration : Davy MOUYOKAKANY (ESC) ;
Commissaire aux relations internationales : Jacques MIGAMBANOU (ASGC) ;
Commissaire aux finances et matériel : Jean Amour LOUYEBO(EKC) ;
Commissaire à la planification et aux programmes: Joseph MANGOUENDE (EUC) ;
Commissaire au développement communautaire : Michel BADIKANZAZI (EKC) ;
Commissaire à la communication et à la solidarité : Anicet MADZOU (ESC) ;
Commissaire à la documentation et aux archives : Antoine SAMBA (EKC) ;
Membre : Firmine TOMADIATOUNGA (EDC).
2. Le Conseil d'administration.
Composé de 44 membres, tous issus des associations membres, il est dirigé par un bureau élu en Assemblée générale.

## Association non membres du COSCO
Au sein de cette plate-forme, l'adhésion des structures telles que les Éclaireurs Neutres du Congo "Laïc", les Éclaireurs Louzolo Amour " Église Louzolo Amour", les Éclaireurs d'Afrique " Église Lassiste" , les Éclaireurs Communautaires du Congo "Laïc" et les Éclaireurs et Éclaireuses Libres du Congo "Laïc" Éclaireurs et Éclaireuses Missionnaires du Congo "Église cercle religion des saints missionnaires est attendue avec beaucoup d'empressement. En effet, ces associations n'étant pas encore membres du Conseil du Scoutisme Congolais.